# Rabinal Achí
Rabinal Achí of 'Krijgsman van Rabinal' is de gangbare titel voor het enig overgeleverde voor-Spaanse Mayaanse dansdrama, oorspronkelijk als 'tromdans' (ook wel 'maskerdans') aangeduid. De inheemse tekst (gesteld in het aan het K'iche' nauw verwante Achi) werd in het midden van de 19e eeuw gedicteerd aan de Franse Mayanist Brasseur de Bourbourg, en gaat met zekerheid terug tot in de eeuw voorafgaand aan de Spaanse verovering.
Het stuk, gesitueerd aan het toenmalige hof in de hoofdplaats Kajyub, roept door middel van lange monologen gebeurtenissen op uit de oorlogen tussen de vorstendommen van de K'iche' en van Rabinal. Het eindigt met de executie van de antagonist, de 'Krijgsman van Quiché', na diens weigering zich te scharen onder de krijgsadel van de Rabinalse koning. Het dansdrama wordt nog altijd opgevoerd in Rabinal, Baja Verapaz, Guatemala.
Sinds 2005 is Rabinal Achí vermeld op de Lijst van meesterwerken van het orale en immateriële erfgoed van de mensheid van UNESCO.